# Tetramethylsukcinonitril
Tetramethylsukcinonitril, zkráceně TMSN, je organická sloučenina se vzorcem (C(CH3)2CN)2, patřící mezi dinitrily, za pokojové teploty bezbarvá pevná látka. TMSN je vedlejším produktem tvorby některých radikálových iniciátorů používných při výrobě polymerů, například polyvinylchloridu (PVC).
TMSN se připravuje z azobisizobutyronitrilu:
(NC(CH3)2CN)2 → (C(CH3)2CN)2 + N2

## Bezpečnost
TMSN může být obsažen v PVC, proto byly prozkoumány jeho účinky na zdraví.
Tato látka působí na nervovou soustavu, může tak způsobovat křeče, nevolnost, bolest hlavy, zvracení či dokonce bezvědomí.